# Beast Tamer
Beast Tamer (勇者パーティーを追放されたビーストテイマー、最強種の猫耳少女と出会う?, Yūsha pātī o tsuihou sareta Bīsuto Teimā, saikyō shuzoku nekomimi shōjo to deau, lett. "Beast Tamer bandito dal party degli eroi incontra la ragazza gatto più forte") è una serie di light novel scritta da Suzu Miyama e illustrata da Hotosoka, pubblicata online tramite il sito web Shōsetsuka ni narō dall'11 giugno 2018. Successivamente è stata acquisita da Kōdansha, che ha pubblicato diceci volumi dal 2 maggio 2019 sotto l'etichetta Kōdansha Ranobe Books.
Un adattamento manga dell'opera, disegnato da Moto Shigemura, è stato pubblicato sulla rivista on-line Manga Up! di Square Enix dal 30 gennaio 2019.
È stata anche realizzata una serie televisiva anime dallo studio EMT Squared, che ha iniziato ad essere trasmessa dal 2 ottobre al 24 dicembre 2022.

## Trama
Rein è un Beast Tamer che è stato espulso dal gruppo dell'eroe, che lo considera troppo debole perché ha solo la capacità di contrattare con gli animali. Mentre cerca lavoro, Rein salva Kanade, un membro della tribù dei gatti, che diventa sua compagna. Formando un contratto con lei, Rein ottiene alcuni dei suoi poteri, diventando molto più forte. I due iniziano quindi il loro viaggio insieme e durante esso Rein stringe amicizia e contratti con altre ragazze di razze diverse, che diventano potenti compagne, mentre lui ottiene nuove abilità per ogni contratto formato.

## Personaggi

I protagonisti nella sigla d'apertura dell'anime

Rein Shroud (レイン・シュラウド?, Rein Shuraudo)
Doppiato da: Shōya Chiba
Il protagonista della serie. È un Beast Tamer che originariamente non aveva altre abilità di combattimento se non incantesimi del fuoco di basso livello e incantesimi curativi, il che lo porta ad essere espulso dal gruppo dell'eroe. Nonostante ciò però può ottenere altre abilità da membri delle razze più forti, diventando così più forte ad ogni nuovo contratto. Il ragazzo è anche un abile stratega, in grado di domare più animali contemporaneamente e di usare le loro abilità per trovarsi in vantaggio durante il combattimento.
Kanade (カナデ?)
Doppiata da: Azumi Waki
Membro della Tribù dei Gatti, la più rara delle razze più forti, Kanade ha lasciato la sua città natale in cerca di avventura, finché non viene salvata da Rein e diventa sua amica, accettando di essere il suo primo partner. Possiede una forza fisica e una resistenza sovrumane, una caratteristica che Rein eredita dopo aver stipulato un contratto con lei.
Tania (タニア?)
Doppiata da: Rumi Ōkubo
Membro della Razza dei Draghi, Tania viaggia per il mondo sfidando altri combattenti finché non viene sconfitta da Rein e Kanade. Dopo aver stretto amicizia con loro, decide di unirsi al party come secondo partner di Rein. Possiede potenti abilità magiche e il contratto che Rein stringe con lei aumenta il potere degli incantesimi di quest'ultimo.
Sora (ソラ?) e Luna (ルナ?, Runa)
Doppiate da: Minami Tanaka, Maria Sashide
Giovani gemelle appartenenti alla razza delle fate. Rein e gli altri hanno incontrato Sora per la prima volta quando stava cercando di salvare Luna da sola da un mostro e hanno deciso di aiutarla. Da allora si sono avvicinate a Rein e si sono unite al suo gruppo. Sora è più gentile mentre Luna è più birichina. Sora può evocare illusioni e grazie al contratto con Rein quest'ultimo acquisisce la possibilità di lanciare più incantesimi in successione, mentre Luna è in grado di lanciare magie per indebolire i suoi avversari e il suo contratto fa guadagnare al ragazzo l'immunità all'effetto di condizioni anormali, inclusa la magia della morte istantanea.
Nina (ニーナ?, Nīna)
Doppiata da: Marika Kōno
È un membro della razza degli dei e ha l'aspetto di una bambina con tratti di volpe. La ragazza era adorata come una divinità nella sua terra natale, fino a quando non viene catturata e venduta come schiava e le viene messo un collare magico per trattenerla. Dopo aver stipulato un contratto con Nina, Rein la libera dal collare e lei si unisce al party.
Stella Enplace (ステラ・エンプレイス?, Sutera)
Doppiata da: Rie Takahashi
Il vice-capitano dell'Ordine dei Cavalieri. Quando Rein si oppone al sindaco di Horizon, gli chiede aiuto per abbattere i cavalieri corrotti e arrestare il sindaco per i suoi numerosi crimini.

## Media

### Light novel
La serie, scritta da Suzu Miyama e illustrata da Hotosoka, ha iniziato la pubblicazione come light novel sul sito web Shōsetsuka ni narō l'11 giugno 2018. Successivamente è stata acquisita da Kōdansha, che ha iniziato a pubblicarla dal 2 maggio 2019. L'annuncio della versione stampata e dell'adattamento come manga è avvenuto nella stessa data, ossia il 20 ottobre 2018. Al 28 febbraio 2025 sono stati pubblicati dieci volumi.
| Nº | Data di prima pubblicazione | Data di prima pubblicazione | Data di prima pubblicazione |
| Nº | Giapponese                  | Giapponese                  |                             |
| -- | --------------------------- | --------------------------- | --------------------------- |
| 1  | 2 maggio 2019               | ISBN 978-4-06-515548-6      |                             |
| 2  | 2 luglio 2019               | ISBN 978-4-06-516596-6      |                             |
| 3  | 2 dicembre 2019             | ISBN 978-4-06-518323-6      |                             |
| 4  | 30 aprile 2020              | ISBN 978-4-06-519593-2      |                             |
| 5  | 2 novembre 2020             | ISBN 978-4-06-521536-4      |                             |
| 6  | 6 maggio 2021               | ISBN 978-4-06-523830-1      |                             |
| 7  | 2 novembre 2021             | ISBN 978-4-06-526202-3      |                             |
| 8  | 1º luglio 2022              | ISBN 978-4-06-528776-7      |                             |
| 9  | 2 settembre 2024            | ISBN 978-4-06-535806-1      |                             |
| 10 | 28 febbraio 2025            | ISBN 978-4-06-537819-9      |                             |

### Manga
Un adattamento manga della serie, scritto da Suzu Miyama e disegnato da Moto Shigemura, ha iniziato la serializzazione sul webzine Manga UP! di Square Enix il 30 gennaio 2019. Il primo volume è stato pubblicato il 12 giugno 2019. Al 6 settembre 2024 sono stati pubblicati nove volumi.
| Nº | Data di prima pubblicazione | Data di prima pubblicazione | Data di prima pubblicazione |
| Nº | Giapponese                  | Giapponese                  |                             |
| -- | --------------------------- | --------------------------- | --------------------------- |
| 1  | 12 giugno 2019              | ISBN 978-4-06-515548-6      |                             |
| 2  | 12 novembre 2019            | ISBN 978-4-06-516596-6      |                             |
| 3  | 11 aprile 2020              | ISBN 978-4-06-518323-6      |                             |
| 4  | 7 ottobre 2020              | ISBN 978-4-06-519593-2      |                             |
| 5  | 7 aprile 2021               | ISBN 978-4-06-521536-4      |                             |
| 6  | 7 ottobre 2021              | ISBN 978-4-06-523830-1      |                             |
| 7  | 7 settembre 2022            | ISBN 978-4-06-526202-3      |                             |
| 8  | 7 settembre 2023            | ISBN 978-4-7575-8767-0      |                             |
| 9  | 6 settembre 2024            | ISBN 978-4-7575-9401-2      |                             |

### Anime
Una serie televisiva anime, animata da EMT Squared e diretta da Atsushi Nigorikawa, con Takashi Aoshima che supervisiona le sceneggiature della serie, Shūhei Yamamoto al character design e Yuki Hayashi, Alisa Okehazama e Naoyuki Chikatani che si sono occupati di comporre la colonna sonora, è stata annunciata il 10 giugno 2022, ed ha iniziato ad essere trasmessa il 2 ottobre 2022 su Tokyo MX, ytv, TVA e BS Fuji. La sigla di apertura è Change The World dei MADKID, mentre la sigla di chiusura è LOVE＆MOON di Marika Kōno. Crunchyroll ha acquistato i diritti della serie per la sua trasmissione al di fuori dell'Asia e ne ha anche trasmesso un doppiaggio inglese a partire dal 15 ottobre 2022, mentre nel sud e nel sud-est asiatico la serie è stata distribuita da Muse Communication.

#### Episodi
| Nº | Titolo italiano Giapponese 「Kanji」 - Rōmaji | In onda          | In onda |
| Nº | Titolo italiano Giapponese 「Kanji」 - Rōmaji | Giapponese       |         |
| 1  | Incontro predestinato 「運命の出会い」 - Unmei no deai | 2 ottobre 2022   |         |
| 1  | Rein, il beast tamer del gruppo dell'eroe, viene espulso. Durante l'esame per diventare un avventuriero, incontrato una ragazza della tribù dei gatti, Kanade, che sta venendo attaccata da un mostro e decide di salvarla. La ragazza, essendo della tribù dei gatti, fa parte di una delle cosiddette "razze alpha". |                  |         |
| 2  | Compagni 「仲間」 - Nakama | 9 ottobre 2022   |         |
| 2  | Rein è riuscito a diventare un avventuriero, ma un altro avventuriero ha notato che Kanade è un membro della tribù dei gatti e la tiene d'occhio. Poi, nel bel mezzo del loro primo lavoro, trovano un mercante che è stato aggredito dai banditi e decidono di salvarlo. |                  |         |
| 3  | Un'altra razza alpha 「もう一人の最強種」 - Mō hitori no saikyōshu | 16 ottobre 2022  |         |
| 3  | Arriva una nuova richiesta per Rein, che si sta godendo la sua vita da avventuriero. Deve battere un delinquente sconosciuto che è apparso sul ponte sud. Lui e Kanade si recano lì immediatamente, ma un drago gigante chiamato Tania li attacca improvvisamente. |                  |         |
| 4  | Il potere dei Draghi 「竜族の力」 - Ryūzoku no chikara | 23 ottobre 2022  |         |
| 4  | Tania si unìsce al party, che si fece più vivace. Kanade e Tania vogliono saperne di più su Rein, quindi lui le racconta il suo sorprendente passato. Con sua stessa confusione, Tania inizia a provare dei sentimenti per Rein. |                  |         |
| 5  | Beast Tamer vs Eroe 「ビーストテイマーVS勇者」 - Bīsuto teimā buiesu yūsha | 30 ottobre 2022  |         |
| 5  | Rein riceve un'improvvisa richiesta di lavoro da parte di Arios, che si è presentato all'improvviso. Il ragazzo si arrabbia dopo che Kanade e Tania gli dicono di scusarsi adeguatamente. Dopo lui le insulta, Rein e le due ragazze duellano contro Arios e il resto del gruppo dell'eroe. |                  |         |
| 6  | La Foresta dello Smarrimento 「迷いの森」 - Mayoi no mori | 6 novembre 2022  |         |
| 6  | Il gruppo di Rein cerca di conquistare la Foresta dello Smarrimento, ma anche dopo aver domato un uccello per vedere il luogo dall'alto, non riescono a fare nessun progresso. Tania però nota la magia illusoria che si stava verificando e riesce a fare strada al gruppo verso un'uscita. Proseguendo trovano un albero che è la fonte della magia e Kanade cerca di abbatterlo, ma non appena ci prova si manifesta a loro una ragazza appartenente a una nuova razza alpha, che li invita ad andarsene se tengono alla loro vita. |                  |         |
| 7  | La Fata rapita 「囚われの精霊族」 - Toraware no seireizoku | 13 novembre 2022 |         |
| 7  | Rein e il suo gruppo sfidano il Cavaliere d'Ombra per salvare, Luna che era stata imprigionata. Rein elabora un piano per combattere contro questo nemico, dato che può annullare gli attacchi magici ed ha anche un'elevata resistenza agli attacchi fisici. |                  |         |
| 8  | Creiamo delle armi 「武器を作ろう」 - Buki o tsukurō | 20 novembre 2022 |         |
| 8  | Rein e il suo gruppo si recano nel miglior negozio di armi della città per comprare dell'equipaggiamento nuovo con il denaro ottenuto grazie al completamento della missione affidatagli da Arios, ma c'è qualcosa che non va in tutte le armi esposte. Dopo che Rein domanda al fabbro se quelle esposte fossero veramente le armi migliori che aveva, lui gli risponde di no. Inizia poi a raccontare al party del suo amore per le armi e finisce per prendere in simpatia Rein. Il fabbro spiega poi al gruppo che non ha abbastanza materiale per creare loro dell'equipaggiamento nuovo dato che nella miniera che gli è stata lasciata in eredità da alcuni suoi parenti sembra non esserci più mithril, il minerale che cresce dentro esse. Il gruppo di Rein si offre quindi di andare a controllare la situazione. |                  |         |
| 9  | Beast Tamer VS Beast Tamer 「ビーストテイマーVSビーストテイマー」 - Bīsuto teimā buiesu bīsuto teimā | 27 novembre 2022 |         |
| 9  | Rein e le sue compagne scoprono che la miniera è occupata da un gruppo di ladri, guidati da un altro Beast Tamer che ha preso il controllo di un potente mostro. Decidono quindi di affrontarli e fermare i loro piani. |                  |         |
| 10 | L'oscurità di Horizon 「ホライズンの闇」 - Horaizun no yami | 4 dicembre 2022  |         |
| 10 | Rein viene avvicinato da Edgar, il figlio del sindaco locale, che vuole portare con sé Sora e Luna con la forza, ma lui lo ferma. Poco dopo, una cavaliera di nome Stella Enplace si rivolge a Rein e al suo gruppo, chiedendo il loro aiuto per consegnare Edgar e suo padre alla giustizia visti i crimini da loro commessi. Nel frattempo, Arios si avvicina a Edgar per cercare di sfruttarlo e vendicarsi così di Rein. |                  |         |
| 11 | Ondata oscura 「黒い波動」 - Kuroi hadō | 11 dicembre 2022 |         |
| 11 | Dopo aver affrontato i cavalieri corrotti, Rein e il suo gruppo fanno irruzione nella casa di Edgar per arrestarlo mentre salvano Nina, un membro della Razza dei Semidei che era sua prigioniera. Tuttavia, Edgar usa l'anello che ha ricevuto da Arios per tendere una trappola mortale a Rein, che fallisce a causa di un nuovo potere che ha guadagnato dal suo contratto con Luna. |                  |         |
| 12 | Eroe 「英雄」 - Eiyū | 18 dicembre 2022 |         |
| 12 | Edgar è posseduto da un demone e si trasforma in un mostro, costringendo Rein e il suo gruppo a combatterlo disperatamente per proteggere la città. I membri del gruppo di Arios prendono in considerazione la possibilità di fornire aiuto, ma Arios si rifiuta. |                  |         |
| 13 | Una casa per tutti 「みんなの家」 - Minna no ie | 25 dicembre 2022 |         |
| 13 | Dopo aver salvato la città di Horizon dal demone, Rein e gli altri danno il benvenuto a Nina come membro del loro gruppo. Decidono di stabilirsi nelle vicinanze e cercano un posto adatto, ma la villa in cui vogliono trasferirsi è infestata da un fantasma chiamato Tina. Il gruppo la affronta e dopo aver stretto amicizia con lei, la convincono a lasciarli trasferire. Qualche tempo dopo, Arios e i suoi compagni vengono evitati dai residenti locali per essersi rifiutati di combattere il demone, mentre Rein si gode la vita con le sue compagne nella loro nuova casa, certi che le loro avventure insieme siano solo all'inizio. |                  |         |